# Gary Green
Gary William Green, né le 20 novembre 1950 à Stroud Green en Angleterre, est connu pour avoir été le guitariste du groupe rock progressif Gentle Giant. Il est le frère de Jeff Green, qui fut un roadie pour le groupe Soft Machine.

## Histoire
Gary a joué avec le groupe depuis le premier album éponyme jusqu'au dernier Civilian. Son style était différent de la plupart de ses pairs, étant un guitariste plus basé sur le blues. Comme les autres membres du groupe, Green jouait également d'autres instruments, y compris la mandoline, la basse et la flûte à bec. Selon une interview de 2008, le membre fondateur Phil Shulman a déclaré que, malgré les influences blues de Green, il s'intégrait bien avec le style progressif du groupe puisqu'il était "rapide avec les changements de sons". 
Après la dissolution de Gentle Giant, il a été membre du groupe Mother Tongue, il a également enregistré sur The Green Album du violoniste/claviériste Eddie Jobson, partageant la guitare avec Michael Cuneo sur deux titres. Gary a aussi  travaillé avec Billy Sherwood sur un certain nombre de projets hommage à Pink Floyd, dont Back Against The Wall (2005) et Return to the Dark Side of the Moon (2006). Il est maintenant membre d'un groupe appelé Three Friends avec l'ex-batteur de Gentle Giant Malcolm Mortimore.
Il vit à Princeton, en Illinois aux États-Unis, avec sa femme Judy.
Le frère de Gary Green, Jeff Green, était roadie pour Soft Machine au début des années 1970 et a ensuite travaillé avec Elton Dean.

## Discographie

### Gentle Giant
- Gentle Giant (1970)
- Acquiring the Taste (1971)
- Three Friends (1972)
- Octopus (1972)
- In a Glass House (1973)
- The Power and the Glory (1974)
- Free Hand (1975)
- Interview (1976)
- Playing the Fool (Live) (1976)
- The Missing Piece (1977)
- Giant for a Day (1978)
- Civilian (1980)

### Shout
- Single :
- 1982 : Starting Line/Walk don't talk - Avec Ray Shulman.

### Eddie Jobson
- 1983 : The Green Album - Joue sur Listen to Reason et Through the Glass

### Albums hommage
- 2005 : Return To The Dark Side Of The Moon (A Tribute To Pink Floyd) Artistes variés - Joue sur Time et Money.
- 2005 : Back Against The Wall (A Tribute To Pink Floyd) Artistes variés - Joue sur The Thin Ice avec Ian Anderson et Tony Levin.
- 2012 : The Dark Side Of The Moon Revisited Artistes variés - Joue sur Time avec Robby Krieger.
- 2014 : The Best Of... 2 Days Prog+1 Veruno, September 6,7 & 8 2013 Artistes variés - Joue avec Three Friends sur 3 pièces.
- 2014 : Prog-Box - 5 Hours Of Progressive Music Artistes variés - Joue sur Another Day avec Tony Kaye et The Technical Divide avec Alan Parsons et Chris Squire.